# روز اروپا

در اروپا روز اروپا جشن سالانه صلح و اتحاد اروپا است. دو روز اروپای متفاوت: ۵ مه برای شورای اروپا و ۹ مه برای اتحادیه اروپا وجود دارد. دومی روز پرچم اتحادیه اروپا است و جلوهٔ بیشتری دارد.
روز اروپای شورا سالروز تأسیس شورای اروپا در سال ۱۹۴۹ است، در حالیکه روز اروپای اتحادیه که روز شومان هم نامیده می‌شود جشن سالروز صدوراعلامیه تاریخی وزیر خارجه فرانسه روبر شومان در سال ۱۹۵۰ است. روز اروپا یکی از نمادهایی است که برای افزایش اتحاد در اروپا طراحی شده‌است.

## پیش‌زمینه
شورای اروپا در ۵ مه ۱۹۴۹ تأسیس شد، بنابراین در سال ۱۹۶۴ آن روز را برای جشن تأسیسش انتخاب کرده و آن تعطیلی رسمی را بنیان گذاشت. در سال ۱۹۸۵ جوامع اروپا (که بعدها اتحادیه اروپا شد) نمادهای اروپایی شورای اروپا مانند پرچم اروپا را تصویب کرد. به هرحال، رهبران اتحادیه اروپا تصمیم گرفتند روز ۹ مه سالروز صدور اعلامیه شومان در سال ۱۹۵۰ به عنوان روز اروپای خودشان انتخاب کنند. در این اعلامیه پیشنهاد اتحاد صنایع زغال سنگ و فولاد فرانسه و آلمان غربی داده شد، که منجر به وجود آمدن، سازمان زغال سنگ و فولاد اروپا، اولین جامعه اروپایی گردید، بنابراین لحظهٔ مهمی در نظر گرفته می‌شود؛ بنابراین در سال ۱۹۸۵ در شورای اروپای میلان ۲۹ سپتامبر به عنوان روز پرچم اتحادیه اروپا تصویب شد.
عهدنامه تدوین قانون اساسی اتحادیه اروپا به‌طور قانونی تمام نمادهای اروپا در معاهدات اتحادیه اروپا را تقدیس خواهد کرد. با این حال این معاهده با شکست روبرو شده و در حال حاضر استفاده از آن فقط به صورت دفاکتو خواهد بود. پیمان لیسبون، جایگزین قانون اساسی، اعلامیه‌ای با امضای شانزده عضو جهت حمایت از نمادها است. پارلمان اروپا در اکتبر سال ۲۰۰۸ تعطیلات ۹ مه را به رسمیت شناخت.

## ملاحظه
۹ مه در بیشتر کشورهای عضو اتحادیه اروپا و کشورهای کاندید عضویت در اتحادیه اروپا مثل ترکیه به شکل‌های متفاوتی جشن گرفته می‌شود. با توجه به ماهیت سیاسی روز تلاشهایی برای آموزش مردم در مورد اتحادیه اروپا و صحبت‌هایی در مورد یکپارچگی اروپا دیده می‌شود. پرچم به عنوان نمادی دیگر نقش مهمی را در جشن‌های عمومی دارد. با وجود اولویت ۹ مه با وضوح بیشتر از طرف اتحادیه اروپا، با توجه به نقش شورای اروپا در دفاع از حقوق بشر، دموکراسی پارلمانی و حاکمیت قانون، روز ۵ مه توسط تعدادی از اروپایی‌ها مورد توجه است. در مقایسه اعلامیه شومان فقط اتحاد صنعت زغال‌سنگ و فولاد فرانسه و آلمان را پیشنهاد داده بود.
از سال ۲۰۰۳، کشور اکراین سومین شنبه ماه مه را به عنوان روز اروپا جشن می‌گیرد.

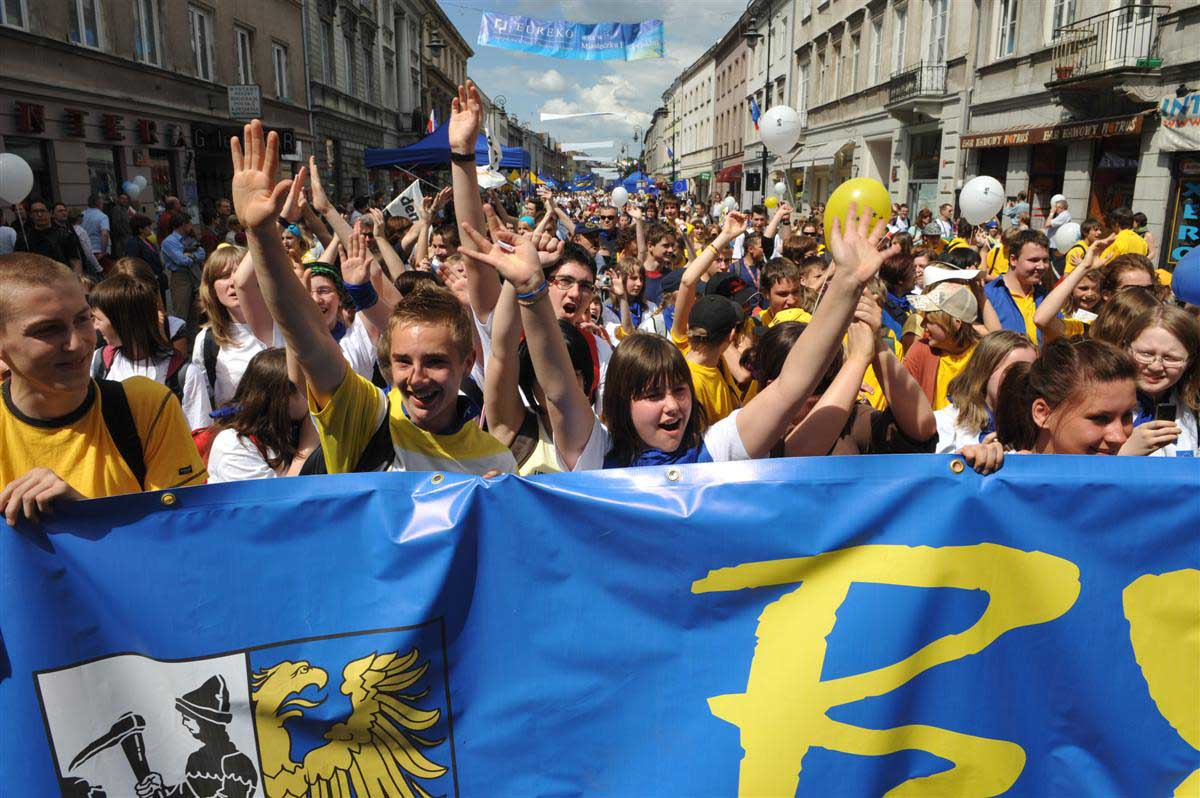
سالانه در روز اروپا در ورشو رژه شومان ترتیب داده می‌شود. (سال ۲۰۰۸)
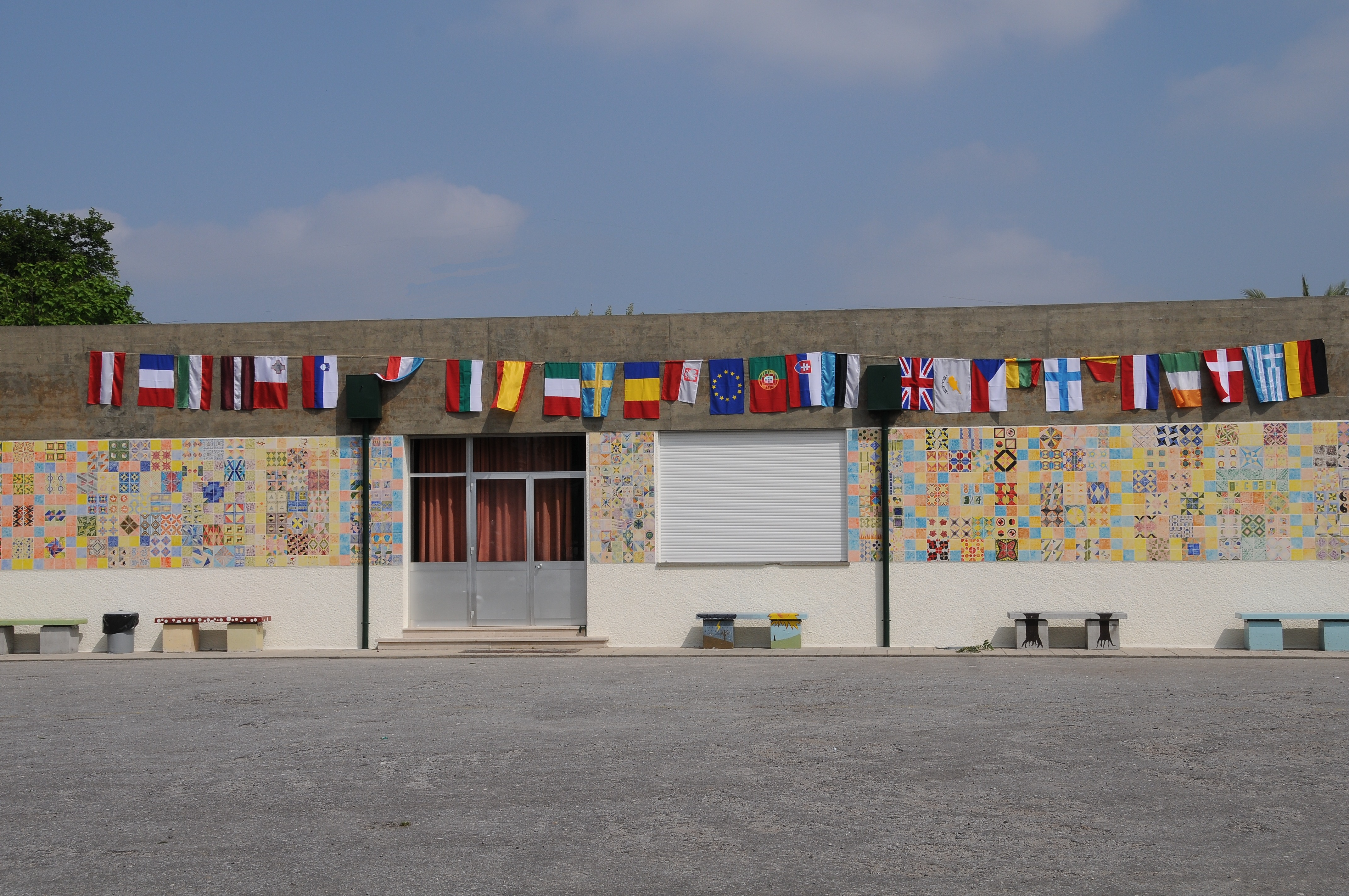
مدرسه‌ای در پرتقال برای روز اروپا تزیین شده‌است.(۲۰۰۹)
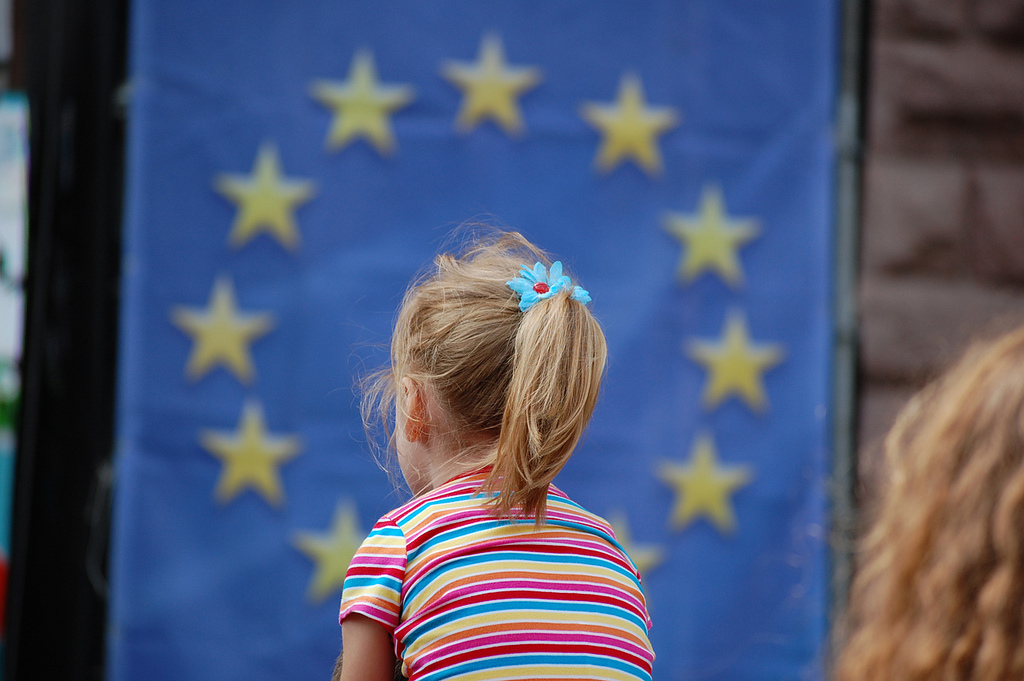
دختری در کیف،اکراین (۲۰۱۲)

## تقارن
۵ مه در دانمارک و هلند مصادف با روز آزادی است، و به خاطر تسلیم نیروهای آلمانی در سال ۱۹۴۵ در آن کشورها و آلمان شرقی جشن گرفته می‌شود.
۹ مه همزمان با شامگاه حمله آلمان به خاک هلند، بلژیک، لوکزامبورگ و فرانسه و روز پیروزی، پایان جنگ جهانی دوم در ،شوروی سابق (در اروپای غربی در ۸ مه جشن گرفته می‌شد) و روز آزادی در جزیره‌های مانش است.